# Зунда Толга
Зунда́ Толга́ — посёлок (сельского типа) в Ики-Бурульском районе Калмыкии, административный центр Зундатолгинского сельского муниципального образования. Посёлок газифицирован, связан шоссе со столицей Республики — городом Элиста.
Население — 308 (2012)

## Название
Название посёлка двусоставное. Первая часть названия производна от калмыцкого имени Зунда, которое в свою очередь имеет тибетское происхождение и означает "нравственность". Вторая часть названия отсылает к особенностям рельефа местности и переводится с калмыцкого языка как "курган, холм, пригорок".

## История
Основан как посёлок при каменном карьере. С 1956 года действует начальная школа. В 1965 году решением исполкома Ики-Бурульского районного Совета депутатов трудящихся Калмыцкой АССР Зундинская начальная школа была реорганизована в восьмилетнюю.
1 сентября 1976 года на базе фермы № 2 и фермы № 4 совхоза «Кевюдовский» Ики-Бурульского района в соответствии с Постановлением Совета Министров Калмыцкой АССР от 4 августа 1976 года № 335 « О создании кормопроизводящих совхозов в Калмыцкой АССР» был организован совхоз «Чограйский».
В связи с образованием нового совхоза «Чограйский» и необходимостью закрепления механизаторских и животноводческих кадров в 1977 году Зундинская восьмилетняя школа была преобразована в среднюю.
С 1 января 1993 года на территории совхоза «Чограйский» действует отдельная поселковая администрация. До этого поселок находился в подчинении Кевюдовского сельсовета.
8 декабря 1998 года совхоз реорганизован в СПК «Чограйский».

## Физико-географическая характеристика
Посёлок расположен у южной кромки Ергенинской возвышенности, относящейся к Восточно-Европейской равнине, в 1,6 км от северного берега Чограйского водохранилища, созданного в долине реки Маныч, на высоте около 38 метров над уровнем моря. Рельеф местности полого-увалистый, имеет общий уклон с севера на юг, по направлению к Чограйскому водохранилищу. Почвы — каштановые солонцеватые и солончаковые почвы.
По автомобильной дороге расстояние до столицы Калмыкии города Элиста составляет 88 км, до районного центра посёлка Ики-Бурул — 69 км.
Климат
Климат континентальный, засушливый, с жарким летом и относительно холодной и малоснежной зимой (согласно классификации климатов Кёппена — семиаридный (индекс BSk)). Среднегодовая температура воздуха положительная и составляет + 10,2 °C, средняя температура самого жаркого месяца июля + 24,7 °С, самого холодного месяца января — 4,4 °С. Расчётная многолетняя норма осадков — 340 мм. Наименьшее количество осадков выпадает в феврале (норма осадков — 17 мм). Наибольшее количество — в июне (49 мм).
Часовой пояс
Зунда-Толга, как и вся Республика Калмыкия, находится в часовой зоне МСК (московское время). Смещение применяемого времени относительно UTC составляет +3:00.

## Население
| 2002 | 2010 | 2012 |
| ---- | ---- | ---- |
| 257  | ↗277 | ↗308 |

Национальный состав
Согласно результатам переписи 2002 года большинство населения посёлка составляли калмыки (99 %)
| Национальность | Численность (2010) | Процент |
| -------------- | ------------------ | ------- |
| Калмыки        | 268                | 98,2%   |
| Русские        | 5                  | 1,8%    |
| Всего          | 273                | 100%    |

## Достопримечательности поселка

### Памятная плита
На берегу Чограя в двух километрах на запад от села находится памятник, который Постановлением Народного Хурала (Парламента) РК от 7 мая 2009г № 212-IV включен в Перечень объектов культурного наследия и взят под охрану государства. Изначально памятная плита была сделана из камня-ракушечника, на котором выбили слова: «Вечная память воинам Великой Отечественной войны 1941—1945 гг.». Под воздействием времени и природы плита треснула и раскололась. В год 65-летия Победы памятник был отреставрирован Зундатолгинским СМО, были установлены гранитные плиты и металлическая ограда.
Ежегодно 9 мая лучшие ученики местной школы возлагают цветы к подножию памятника неизвестным солдатам и минутой молчания чтут память погибших в Великой Отечественной войне.

### Въездная арка
Визитная карточка Зунды Толги была построена в 1969 году по инициативе дирекции карьера. Исполнял работу сварщик Фадин Иван Иванович. А в 2004 году арка была реконструирована. Эскиз и все художественные работы были выполнены учителем Зундинской школы Кукудаевым Петром Эрдниевичем.

### Школьная картинная галерея
Гордостью школы и села являются экспонаты Малой картинной галереи. В 1993 году администрацией совхоза были приобретены 10 картин, а часть картин была подарена Союзом художников Калмыкии. В настоящее время в фондах музея насчитывается свыше 25 работ известных калмыцких художников: Очира Кикеева с его автографом для учеников школы, братьев Валерия, Владимира и Вячеслава Леджиновых, графические листы В.Хахулина, пейзажи М. И. Остапенко и других.

## Экономика, социальная сфера
Действует СПК «Чограйский», средняя школа, ФАП и другие сельские учреждения. Посёлок газифицирован, асфальтированное шоссе связывает населенный пункт со столицей республики.